# Les Vacances de Max
 (mai 2025).
Pour plus de détails, voir Fiche technique et Distribution.
Les Vacances de Max est un court-métrage comique français muet réalisé par Max Linder et sorti en 1913. Le film a été produit par Pathé Frères.

## Synopsis
Max s'est marié sans en parler à son oncle. Ce dernier l'invite à passer des vacances à la campagne, pensant qu’il est encore célibataire. Pour éviter toute séparation, la jeune épouse décide de l’accompagner… discrètement. Elle se cache dans une valise, entraînant une série de situations burlesques au fil de leur séjour.

## Fiche technique
- Titre original : Les Vacances de Max
- Réalisation : Max Linder
- Scénario : Max Linder
- Production : Pathé Frères
- Pays d'origine :  France
- Année : 1913
- Durée : 16 minutes
- Format : Muet, noir et blanc, numérique HD
- Genre : Comédie

## Distribution
- Max Linder : Max
- Lucy d'Orbel : Pierrette
- Georges Gorby : L'oncle de Max